# Chrysler Saratoga
Der Chrysler Saratoga war ein vom US-amerikanischen Automobilhersteller Chrysler von 1939 bis 1942 und von 1946 bis 1952 produziertes Pkw-Modell der oberen Mittelklasse, welches vom New Yorker abgeleitet war und als dessen einfacher ausgestattete Variante angeboten wurde.
In den Jahren 1957 bis 1960 tauchte der Saratoga als luxuriösere Variante des Windsor wieder auf.
Zwischen 1988 und 1995 wurde der Mittelklassewagen Dodge Spirit mit Frontantrieb unter der Bezeichnung Saratoga auf dem europäischen Markt vertrieben.

## Saratoga C23 (1939)
Der erste Chrysler Saratoga wurde aus dem gleichen Imperial-Modell abgeleitet wie der besser ausgestattete New Yorker. Wie seine Schwestermodelle ruhte er auf einem Chassis mit 3175 mm Radstand. Wie bei allen Chrysler-Modellen dieses Jahrgangs waren erstmals die Scheinwerfer in die vorderen Kotflügel integriert, zwischen ihnen erstreckte sich ein breiter Kühlergrill mit schmalen, vertikalen Chromstäben („Wasserfallgrill“). Darüber baute sich einem Schiffsbug ähnlich die Motorverkleidung auf, die noch mit zwei in der Mitte angeschlagenen Motorhauben versehen war. Die hinteren Radausschnitte waren verkleidet. Die beiden erhältlichen Karosserien (Club-Coupé mit zwei Türen und Limousine mit vier Türen) waren sparsamer mit Chrom ausgestattet als der Imperial und der New Yorker und hatten eine einfachere Innenausstattung.
Zusammen mit den Imperial- und New-Yorker-Modellen entstanden in diesem Jahr 12.001 Exemplare.

## Saratoga Serie C26 (1940)
Wiederum teilte der Saratoga das auf 3264 mm verlängerte Chassis und die erstarkten Reihenachtzylindermotoren mit dem New Yorker. Neu hinzugekommen waren die Modelle Traveller und Highlander mit den gleichen technischen Details. Der Saratoga war in diesem Jahr ein mittleres Modell von Chrysler (luxuriöser als der Traveller, aber einfacher als der Highlander und der New Yorker). Neben der normalen viertürigen Limousine gab es noch eine Limousine mit versenkbarer Trennscheibe zwischen Fahrersitz und Fond. Die Fahrzeugfront zeigte sich etwas geglättet. Das Coupé wurde gestrichen.
Von allen vier Modellreihen entstanden in diesem Modelljahr 17.600 Exemplare.

## Saratoga C30/C36 (1941–1942)
Neben dem Saratoga gab es auf dem wieder um 1″ auf 3.239 mm Radstand verkürzten Chassis den New Yorker (1941–42) und den Highlander (1941). Der Saratoga wurde, wie schon vorher der New Yorker, mit einer ganzen Reihe von Aufbauten angeboten: Coupé, Club-Coupé, zwei- und viertürige Limousine sowie eine Limousine mit Trennscheibe. Dazu kam 1941 noch ein einzelnes Exemplar eines fünftürigen Kombiwagens mit seitlichen Holzimitatverkleidungen unter dem Namen Town & Country.
Während die 1941er-Modelle im Wesentlichen dekorativ den Vorjahresmodellen entsprachen, zogen sich 1942 die horizontalen Chromstäbe des Kühlergrills um die Fahrzeugecken herum bis zu den vorderen Radausschnitten. Am Fahrzeugheck zeigte sich ein ähnliches Design.
Von allen drei Modellreihen entstanden 24.301 Exemplare im Modelljahr 1941. Die zwei verbleibenden Modellreihen im wegen Kriegseinwirkung verkürzten Modelljahr 1942 brachten es auf 12.145 Stück, davon 1596 Saratoga.

## Saratoga C39K (1946–1948)
Nach dem Zweiten Weltkrieg wurde der Saratoga im Wesentlichen unverändert weitergebaut. Im Gegensatz zu den Modellen Royal und Windsor ruhte er, wie der New Yorker, auf einem Chassis mit einem Radstand von 3239 mm. Im Angebot waren Coupé-Versionen mit 3 oder 6 Sitzen sowie zwei- und viertürige Limousinen.
Die Produktion der gegenüber dem Vorjahr unveränderten Modellreihe für 1948 wurde bis Dezember 1948 fortgesetzt, da das Nachfolgemodell noch nicht produktionsreif war.
Vom Saratoga der frühen Nachkriegsjahre entstanden insgesamt 5605 Exemplare.

## Saratoga C46K/C49K/C55 (1948–1952)
Ende 1948 präsentierte Chrysler einen vollständig neuen Saratoga mit einem um 10 cm verlängerten Radstand, weiterhin angetrieben von dem aus dem Jahr 1930 datierenden 5,3-Liter-Reihenachtzylinder. Das Modellangebot beschränkte sich auf ein sechssitziges Coupé und eine viertürige Limousine.
Im Modelljahr 1950 änderte sich wenig an dem Angebot.
1951 wich der Reihen-Achtzylinder einem hochmodernen 5,4-Liter-V8, der aufgrund seiner hemisphärisch geformten Brennräume den inoffiziellen Beinamen Hemi trug; offiziell hieß er Firepower-V8. Serienmäßig war die erste Servolenkung, die es im Automobilbau gab. Der Kühlergrill trug mehr Chrom als zuvor, die Parkleuchten waren nun nicht mehr rund, sondern eckig und mit Chrom eingefasst. Der Name Town & Country charakterisierte jetzt den neuen fünftürigen Saratoga-Kombi. Vom Saratoga gab es auch eine Version mit langem Radstand, auf dem eine achtsitzige Limousine und eine auf Sonderwunsch gefertigte achtsitzige Pullman-Limousine angeboten wurden.
1952 wurde das Design der Heckleuchten geändert, die Pullman-Limousine entfiel.
1953 wurde der Saratoga durch den New Yorker mit kurzem Radstand ersetzt.
Vom Saratoga der zweiten Nachkriegsgeneration entstanden insgesamt 49.075 Exemplare.

## Saratoga C75-2/LC2-M/MC2-M/PC2-M (1957–1960)
Der Saratoga kam nach einer Pause von fünf Jahren als besser ausgestattete Variante des Chrysler Windsor zurück.
Sie wirkten in ihrem flachen „Forward Look-Design“ von Virgil Exner wesentlich gestreckter. Die modischen Heckflossen waren, anders als bei der Konkurrenz, harmonisch in die Gesamtlinie der Karosserie integriert. Der Saratoga war bis auf den Kombi in den gleichen Karosserievarianten wie der Windsor erhältlich, war aber besser ausgestattet (z. B. durch Rückfahrleuchten, die der Windsor nicht besaß) und hatte einen kräftigeren Motor.
1958 gab es nur einige kosmetische Veränderungen und die Motorleistung stieg auf 228 kW.

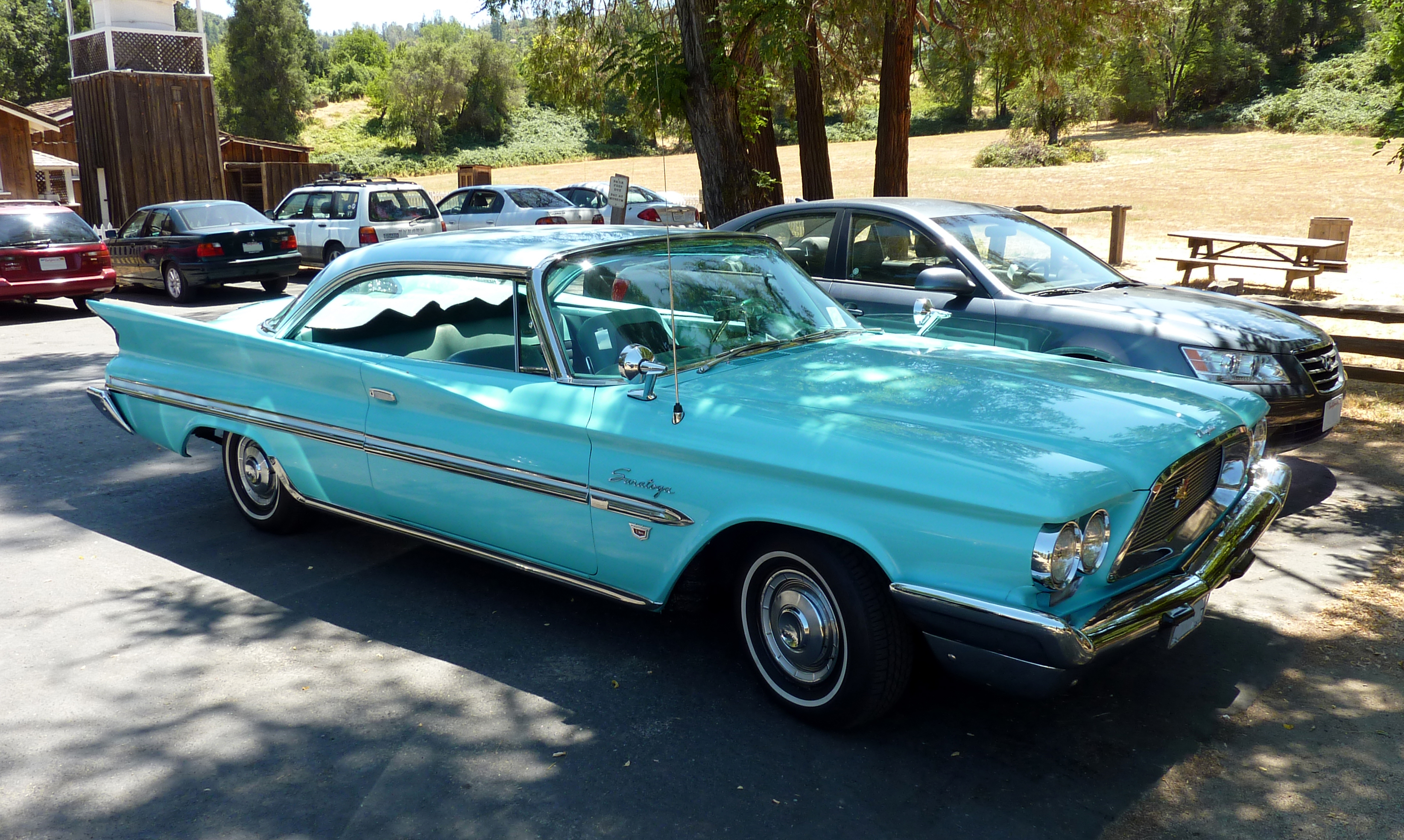
Chrysler Saratoga (1960)

1959 wurde der vordere Stoßfänger etwas flacher und umfasste nicht mehr den Grill. Dafür griffen Stoßfänger und Kühlergrill um die vorderen Fahrzeugecken herum und reichten bis zu den vorderen Radausschnitten. Der Saratoga basierte in diesem Jahr wieder auf dem längeren Chassis des New Yorker und des 300E mit 3.200 mm Radstand (gegenüber 3099 mm beim Windsor). Der V8-Motor wurde auf 6276 cm³ aufgebohrt und leistete 239 kW.
1960 erfolgte ein größeres Facelift mit einem trapezförmigen Kühlergrill und von der Gürtellinie emporwachsenden Heckflossen, an deren Enden bumerangförmige Heckleuchten saßen.
Im Modelljahr 1961 ersetzte der verfeinerte Windsor den Saratoga, wobei der ursprüngliche Windsor als preisgünstigster Chrysler seinerseits vom Newport abgelöst wurde.
Von dieser Saratoga-Generation entstanden 88.666 Exemplare in vier Jahren.

## Saratoga (1989–1995)
Der Name Saratoga tauchte Mitte 1989 wieder auf. Chrysler bezeichnete damit das Konzernmodell Dodge Spirit für den Verkauf in Europa. Offiziell wurde der Export des auf der Chrysler-A-Plattform aufgebaute Modell 1993 eingestellt, befand sich aber noch bis Ende 1995 in Fertigung.

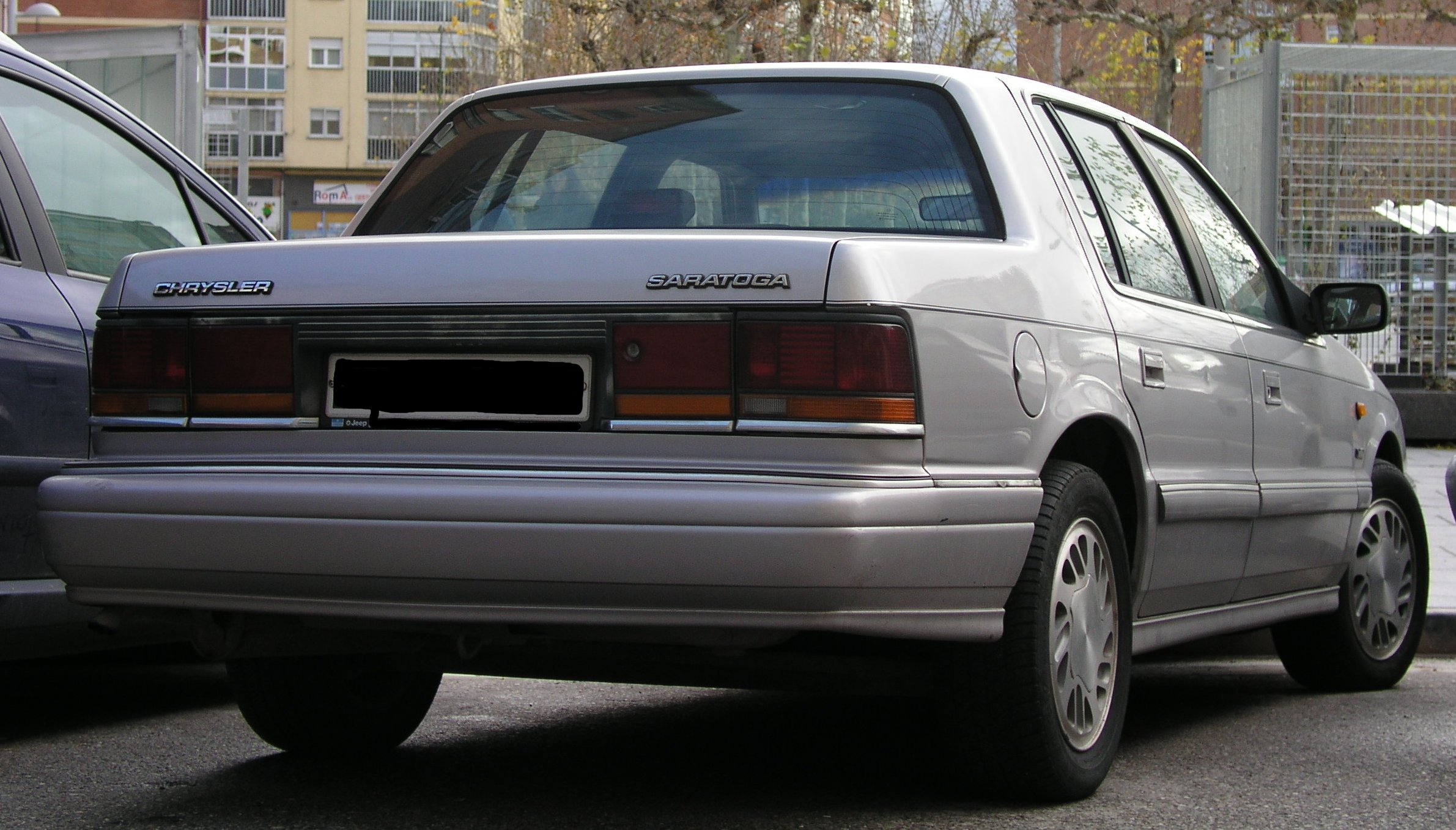
Heckansicht

Die verschiedenen Zulassungsvorschriften, die sich teilweise stark von denen in den USA unterscheiden, verlangten gegenüber dem Dodge Spirit andere Beleuchtungseinrichtungen, Anzeigen, Radios und Sicherheitsgurte. Alle Saratogas hatten Einzelsitze vorne, die durchgehende Sitzbank war nur in den USA auf Wunsch erhältlich. Eine populäre Motorisierung für den Saratoga war der 2,5-l-Reihenvierzylindermotor in Verbindung mit einem manuellen 5-Gang-Getriebe. Ab 1993 war der Saratoga mit Ledersitzen und anderen Luxusausstattungen des US-Marktes erhältlich. Die meisten Saratoga aus dieser Zeit waren mit dem von Mitsubishi zugelieferten 3,0-l-V6-MPI-Motor und einer Vierstufenautomatik ausgerüstet. Eine kleinere Anzahl dieser Fahrzeuge war auch mit dem 2,5-l-Motor mit Turbolader versehen. Alle Saratoga hatten die damals besten Fahrwerks- und Bremssysteme für die A-Plattform von Chrysler.
Die letzten Saratoga, die in kleiner Zahl in Deutschland, den Niederlanden und Belgien zwischen 1994 und 1995 verkauft wurden, basierten auf dem Chrysler LeBaron in der US-Version. Man erkennt sie an der Zusatzbezeichnung „LE“ auf der Kofferraumklappe. Diese Modelle hatten alle den 3,0-l-V6-Motor von Mitsubishi, die Vierstufenautomatik, Ledersitze und eine Klimaanlage. Die Typenschlüsselnummer ist bei diesen Fahrzeugen i. d. R. genullt, d. h., es handelt sich tatsächlich um umgerüstete US- bzw. Kanadaversionen (wegen des Kilometertachos). Ein Umbau zur Nordamerikaversion, bei US-Car Fans sehr beliebt, ist bei diesen Fahrzeugen daher sehr einfach, da die Kabel und Anschlüsse für die Beleuchtung größtenteils vorhanden sind, und wenn nicht, ohne viel Aufwand ermöglicht werden können.
1996 ersetzte der Chrysler Stratus diese Modelle.

### Statistik
Nach dem Abschlussbericht des Bundesamtes für Wirtschaft und Ausfuhrkontrolle wurden 11 Chrysler Saratoga zugunsten der Umweltprämie zwischen dem 27. Januar 2009 und dem 31. Juli 2010 verschrottet.